# Interflora
 (avril 2016).
Si vous disposez d'ouvrages ou d'articles de référence ou si vous connaissez des sites web de qualité traitant du thème abordé ici, merci de compléter l'article en donnant les références utiles à sa vérifiabilité et en les liant à la section « Notes et références ».
Interflora est une marque commerciale qui désigne un service de transmission florale inventé en 1908 en Allemagne.
Son principe est de faire livrer des fleurs "fraîches". L’expéditeur choisit un bouquet dans un magasin de fleurs, par téléphone ou sur Internet. Sa commande est alors transmise à un fleuriste proche du lieu de livraison, qui réalise le bouquet et le livre au destinataire. Depuis peu,  Interflora dispose d'ateliers de confection, les commandes confiées  aux  artisans sont donc moindres.  
Interflora regroupe environ 45 000 fleuristes dans 145 pays, dont 5 200 en France, qui expédient environ 30 millions de bouquets par an.
Son siège social est situé à Lyon, en France, au no 103, avenue du Maréchal-de-Saxe.

## Histoire

Ancien logo.

En 1908, un artisan fleuriste de Berlin, Max Hübner (1866-1946) importe des fleurs de la Riviera méditerranéenne pour les expédier vers la Russie des Tsars. Comme les fleurs supportent mal le voyage, il a l’idée d’établir des relations commerciales avec des confrères implantés directement sur les lieux de livraison et constitue un réseau de 98 fleuristes qui se transmettent des commandes de fleurs par télégraphe.  
En 1910, les Américains s’intéressent au concept et fondent leur propre service de transmission florale aux États-Unis : le Florists’ Telegraph Delivery (FTD), rebaptisé Florist’s Transworld Delivery en 1925. Le FTD affiche rapidement des ambitions internationales et crée une unité britannique, la British Unit en 1923 qui regroupe des fleuristes anglais et écossais. Elle est rebaptisée Interflora British Group en 1953.
De son côté, Max Hübner s’émancipe sur le marché européen et fonde Fleurop en 1927. Fleurop compte au départ 3 064 fleuristes répartis en Allemagne, en Suisse, en Autriche, aux Pays-Bas et en Belgique. Marié à la Suissesse Klara Krämer avec qui il tient un magasin de fleurs, Max Hübner installe le siège social de Fleurop à Zurich (Suisse). Il en est également le premier Président.
Après la Seconde Guerre mondiale, la nécessité de redynamiser les activités commerciales aboutit à la création d’Interflora Inc. en 1946. Il s’agit de la fusion de Fleurop (Europe continentale), Florist’s Transworld Delivery (Amérique du Nord et du Sud, Philippines, Taïwan, Corée et Japon) et de la British Unit (Royaume Uni, Irlande, Australie, Nouvelle-Zélande, Indonésie, Chine et Afrique du Sud). Le mot Interflora provient de « International florist association ».
Lors de son assemblée constitutive à Copenhague (Danemark), Interflora Inc. adopte un logo commun : le symbole de Mercure. Afin de simplifier les transactions entre les continents, Interflora Inc. crée également une monnaie commune : le fleurin, équivalent au franc suisse avant d’être ajusté à l’euro en 2003.
En 1972, Interflora rachète son concurrent Transflor après avoir augmenté son capital grâce à ses fleuristes actionnaires.
En janvier 1999, le groupe Fleurop est scindé en deux entités. La première est l’association Fleurop-Interflora, qui protège les intérêts de la marque et ses noms de domaines dans ses pays membres. La seconde est Fleurop-Interflora EBC (European business company), qui intervient dans la gestion commerciale des ordres floraux internationaux entre les trois entités constituant Interflora Inc. Fleurop-Interflora EBC est rebaptisé Fleurop-Interflora GFS (Global flower services) en 2013.
Le siège d’Interflora Inc. est basé à Southfield (Michigan, États-Unis). La société de droit américain est détenue à parts égales par Florists transworld delivery (FTD, États-Unis, également propriétaire de l’emblème du Mercure), Interflora British Unit (BU, Royaume Uni) et Association Fleurop Interflora (AFI, Suisse). Elle est régie par un comité directeur présidé par Robert Apatoff (FTD) et un conseil d'administration composé de 12 membres.

## Coupe du monde des fleuristes Interflora
La Coupe du monde des fleuristes est une compétition d’art floral internationale organisée par fleurop-Interflora. La Fleurop-Interflora World Cup se déroule tous les deux à cinq ans et oppose des artisans fleuristes primés dans les concours nationaux.
| Année | Ville organisatrice      | Champion du monde   | Pays vainqueur |
| ----- | ------------------------ | ------------------- | -------------- |
| 1979  | Melbourne, Australie     | Jean-Michel Mertens | France         |
| 1985  | Détroit, Etats-Unis      | Klaus Wagener       | Allemagne      |
| 1989  | Shizuoka, Japon          | Fumihiko Muramatsu  | Japon          |
| 1993  | Stockholm, Suède         | Sue Arust           | Royaume Uni    |
| 1997  | Amsterdam, Pays-Bas      | Gilles Pothier      | France         |
| 2002  | Haarlemmermeer, Hollande | Per Benjamin        | Suède          |
| 2004  | Melbourne, Australie     | David Denyer        | Royaume Uni    |
| 2010  | Shanghai, Chine          | Stein Are Hansen    | Norvège        |
| 2015  | Berlin, Allemagne        | Alex Choi           | Corée du Sud   |